# ESA Logistika
ESA Logistika – przedsiębiorstwo oferujące usługi branż: logistyka, magazynowanie, międzynarodowy transport drogowy, transport intermodalny, logistyka dystrybucji, spedycja morska i lotnicza, rozwiązania outsourcingowe, FMCG, sprzedaż i usługi o wartości dodanej (VAS). ESA logistika jest częścią globalnej firmy logistycznej LOGISTEED, Ltd.

## Działalność
W 2007 roku strategicznym partnerem grupy została japoński koncern LOGISTEED Ltd. (dawniej Hitachi Transport System, Ltd.), posiadając 51% udziałów grupy. W 2018 roku LOGESTEED Ltd. stała się 100% udziałowcem grupy ESA logistika.
Siedziba główna firmy (ESA s.r.o) znajduje się w Czechach, w miejscowości Kladno. Grupa posiada dwa oddziały zagraniczne: w Polsce (ESA logistika Polska sp. z o.o.) z siedzibą w Gliwicach oraz na Słowacji (ESA logistika s.r.o.) z siedzibą w miejscowości Senec.
Spółka aktualnie zatrudnia ponad 1000 pracowników. Flota pojazdów to 260 samochodów ciężarowych, a przestrzeń magazynowa grupy to ok. 300 tys. m².

## Historia[3]
- 1990 – pierwsza ciężarówka ESA logistika
- 1992 – początek działalności gospodarczej ESA s.r.o. – firmy transportowo spedycyjnej
- 1994 – otwarcie oddziału ESA logistika na Słowacji
- 1997 – rozpoczęcie operacji VAS– pakowanie, przepakowywanie towarów
- 1998 – przejęcie firmy dystrybucyjnej na Słowacji
- 2002 – rozpoczęcie magazynowania ładunków chłodzonych
- 2002 – założenie spółki logistyczno-dystrybucyjnej ESA logistika s.r.o. poprzez połączenie spółek ESA Slovakia s.r.o., Vestra Plus s.r.o. i Progamex s.r.o.
- 2002 – pierwszy projekt Outsourcing Expedice w zakładzie produkcyjnym Klienta
- 2002 – założenie ESA Servis Palet
- 2004 – budowa nowego centrum dystrybucyjnego w Sencu na Słowacji
- 2005 – rozpoczęcie dystrybucji towarów w temperaturze kontrolowanej
- 2005 – otwarcie centrum logistycznego w Sencu z pojemnością magazynową ponad 7000 miejsc paletowych
- 2006 – rozpoczęcie dystrybucji towarów w temperaturze kontrolowanej
- 2006 – outsourcing operacji magazynowych dla firmy Danone w magazynie Trnava – Modranka
- 2007 – wykupienie części udziałów spółki ESA przez japoński koncern LOGISTEED (dawniej Hitachi Transport System)
- 2007 – rozszerzenie pojemności powierzchni magazynowej w centrum logistycznym Senec do 22 000 miejsc paletowych
- 2008 – otworzenie składów celnych na Słowacji
- 2009 – otworzenie polskiego oddziału ESA logistika w Gliwicach
- 2012 – otworzenie nowego magazynu w Ostrawie
- 2013 – uruchomienie outsourcingu logistyki dla firmy TCL w Polsce
- 2014 – otworzenie nowego magazynu dla ładunków chłodzonych w Jažlovicach
- 2015 – opracowanie nowej usługi – Project Transport
- 2016 – ESA s.r.o. uzyskała certyfikat AEO1997
- 2017 – otworzenie 6 lokalizacji magazynowych i zwiększenie przestrzeni składowania do 180 000 miejsc paletowych
- 2018 – wykupienie 100% udziałów przez japoński koncern LOGISTEED (dawniej Hitachi Transport System)
- 2018 – przedstawienie nowego sloganu firmy: „Our team for your efficiency”
- 2018 – poszerzenie współpracy w obszarze magazynowania z firmą Imperial Tabacco – do 11 809 m²
- 2019 – utworzenie specjalistycznego działu transportu morskiego i lotniczego
- 2019 – poszerzenie współpracy w obszarze magazynowania z firmą Philip Morris International – do 20 608 m²
- 2022 – przejęcie dwóch zakładów w Stříbrze wraz z zamówieniami
- 2022 – rozpoczęcie współpracy w obszarze magazynowania z firmą Bridgestone – otwarcie dedykowanego magazynu o powierzchni 49 243 m²
- 2023 – oddział w Polsce stał się samodzielnym podmiotem prawnym: ESA logistika Polska sp. z.o.o.

## Struktura organizacyjna[4]
- ESA s.r.o. – Czechy
- ESA LOGISTIKA s.r.o. – Słowacja
- ESA logistika Polsce sp. z o.o.– Polska

## Certyfikaty[5]
- ISO 9001:2015
- ISO 14001:2015
- ISO 28000:2007
- IFS Logistic
- AEOC
- AIB
- TAPA TSR
- EcoVadis